# Колпашево
Колпашево (на руски: Колпашево) е град в Русия, административен център на Колпашевски район, Томска област. Населението на града към 1 януари 2018 година е 23 209 души.

## История
Селището е основано през 17 век, през 1938 година получава статут на град.